# 福斯特建築事務所
福斯特建築事務所（英語：Foster + Partners）是一家位於英國倫敦的建築、工程和综合设计公司，由英國著名建築師諾曼·福斯特在1967創立，該建築事務所設計了許多備受關注的建築，獲得多項史特靈獎。福斯特是英国最大的建筑公司，在全球 13个工作室拥有1,400多名员工。福斯特在1967年时脫離了建築公司第4隊作为Foster Associates成立，於1990年代易名。

## 发展历程
1967 年，诺曼·福斯特在离开第4队后不久成立了Foster Associates，该公司于1992年更名为Norman Foster and Partners Ltd，并于1999年缩短为 Foster and Partner Ltd，以更准确地反映其他主要建筑师的影响。
2007年，私募股权公司3i入股实践。该公司于2014年6月将其回购，由140名合伙人全资拥有。
2021年10月，福斯特建築事務所被加拿大私人投资公司Hennick & Company以未公开的价格收购，使其成为该实践的单一最大股东。福斯特将保留控股权。RMK总部(2020)俄罗斯

## 代表作品

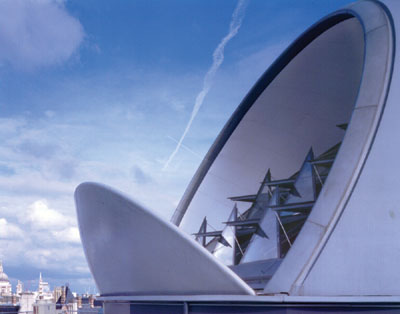
英國政治經濟圖書館
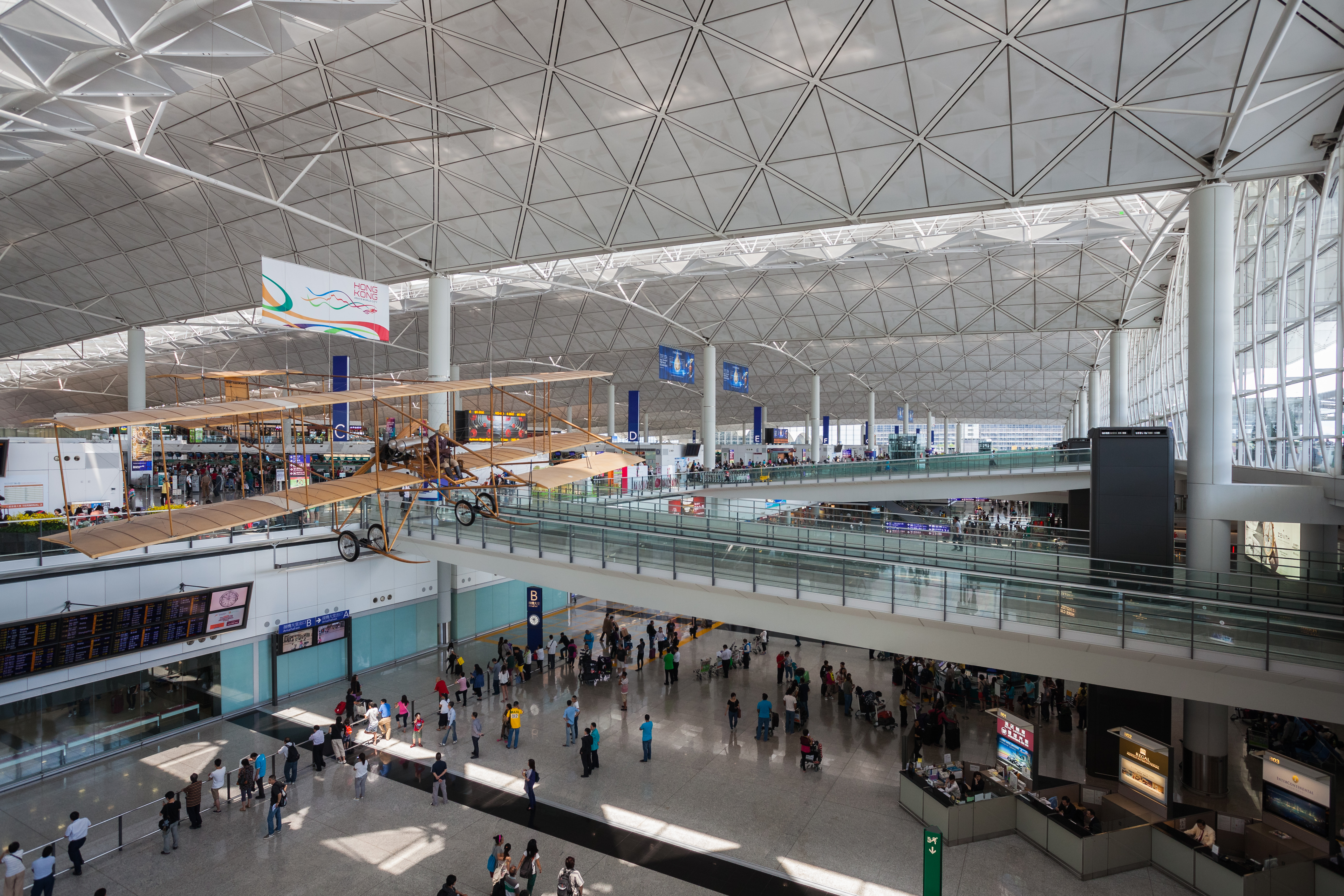
香港國際機場一號客運大樓
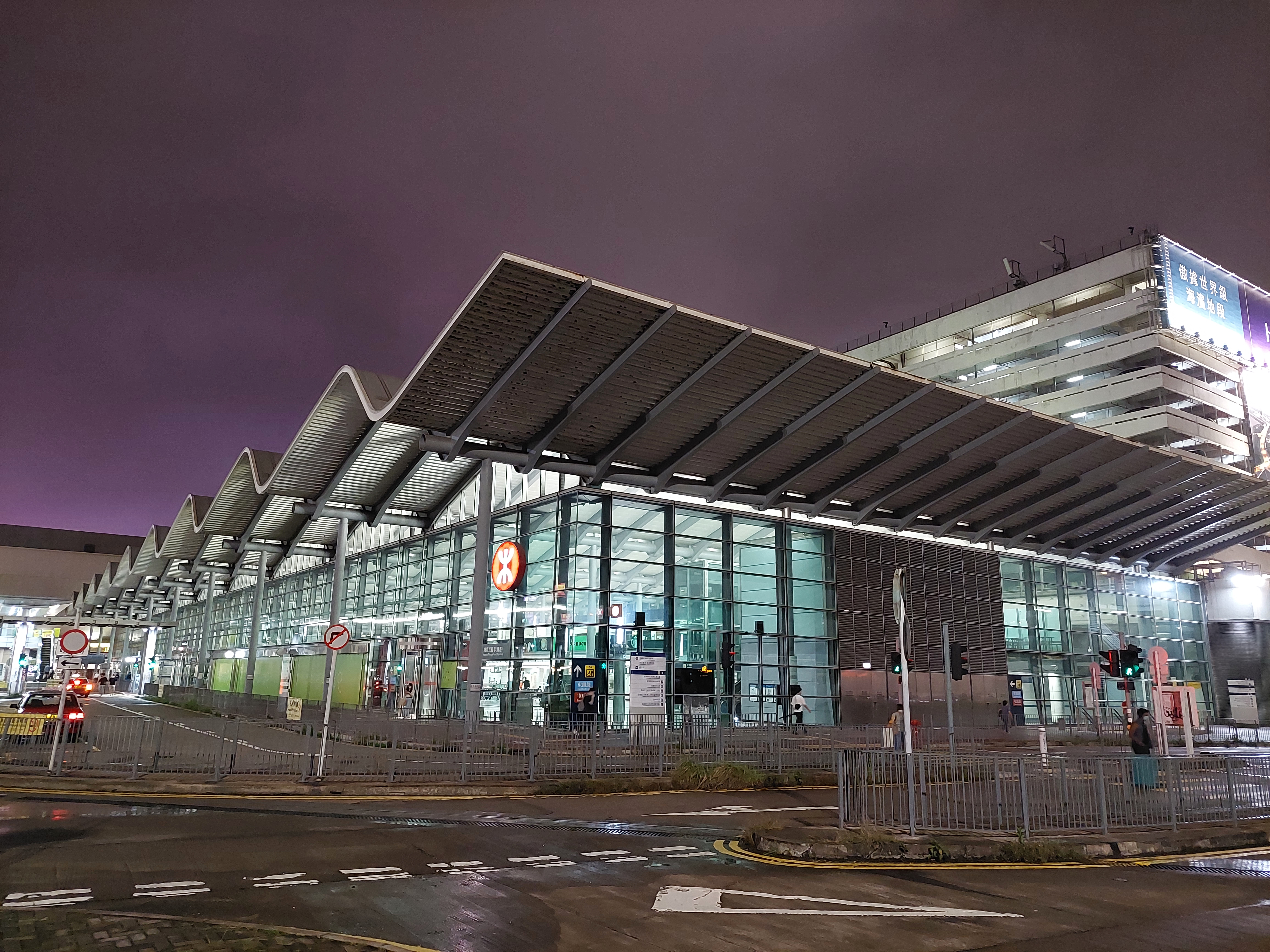
紅磡站加建部分
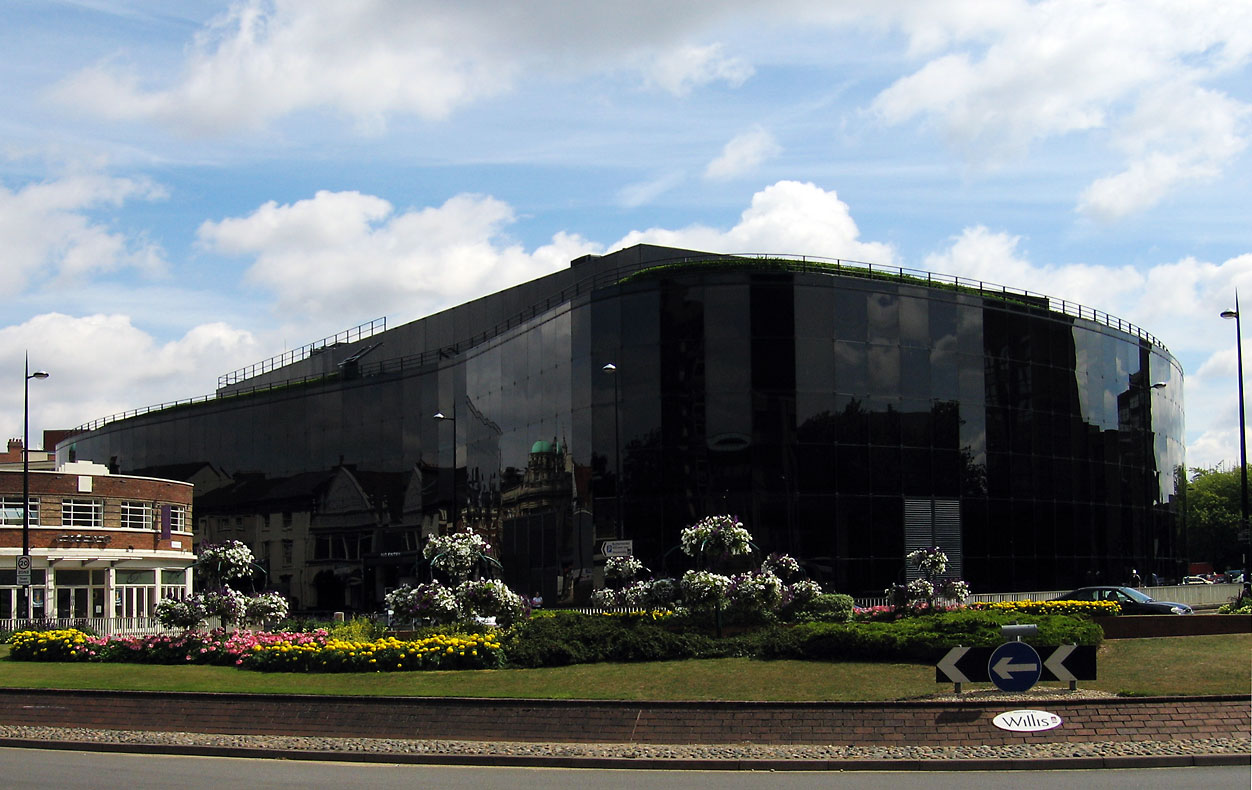
伊普斯威奇的威靈斯大廈是在剛建立Foster Associates時設計的建築
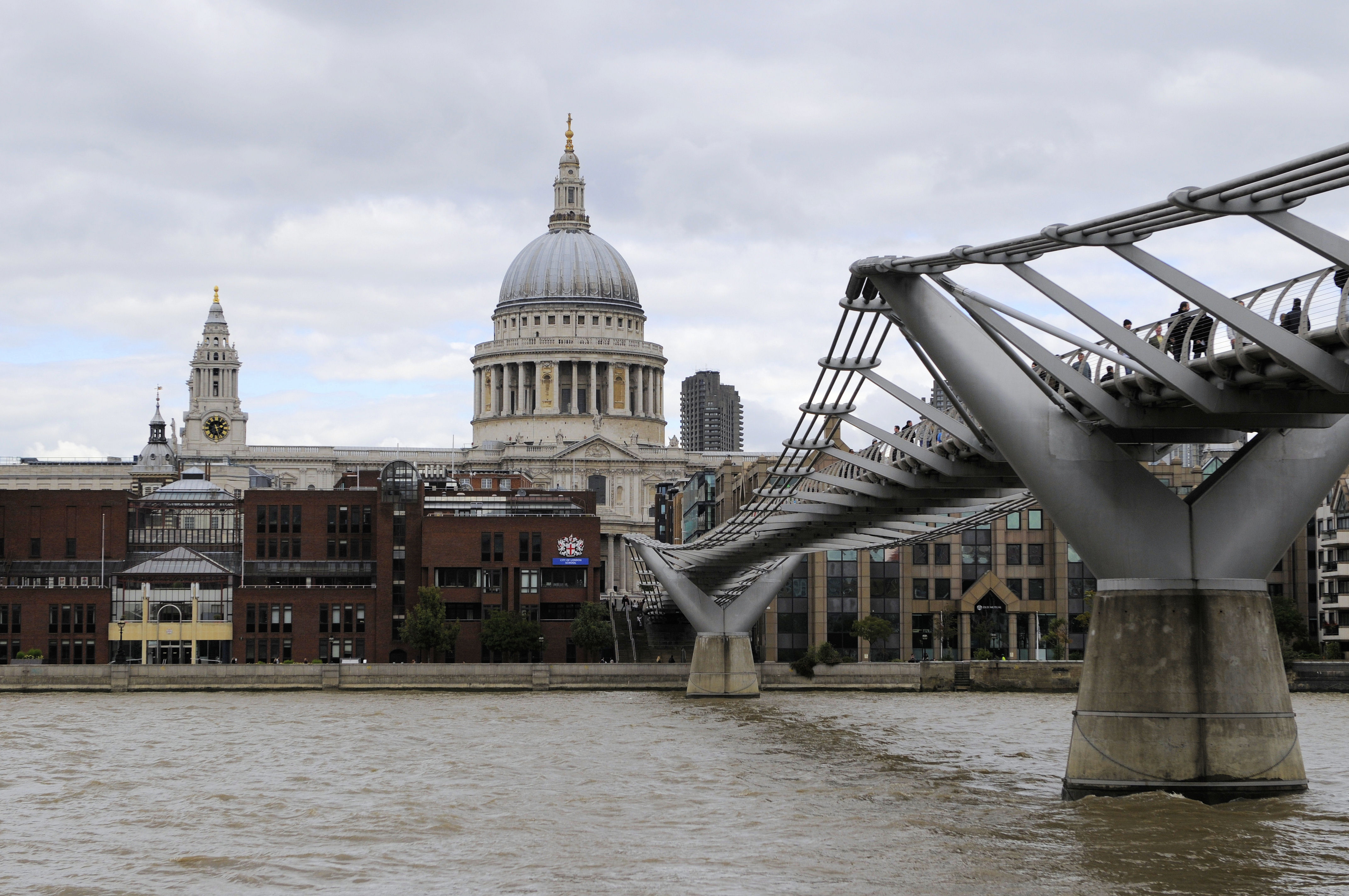
千禧桥
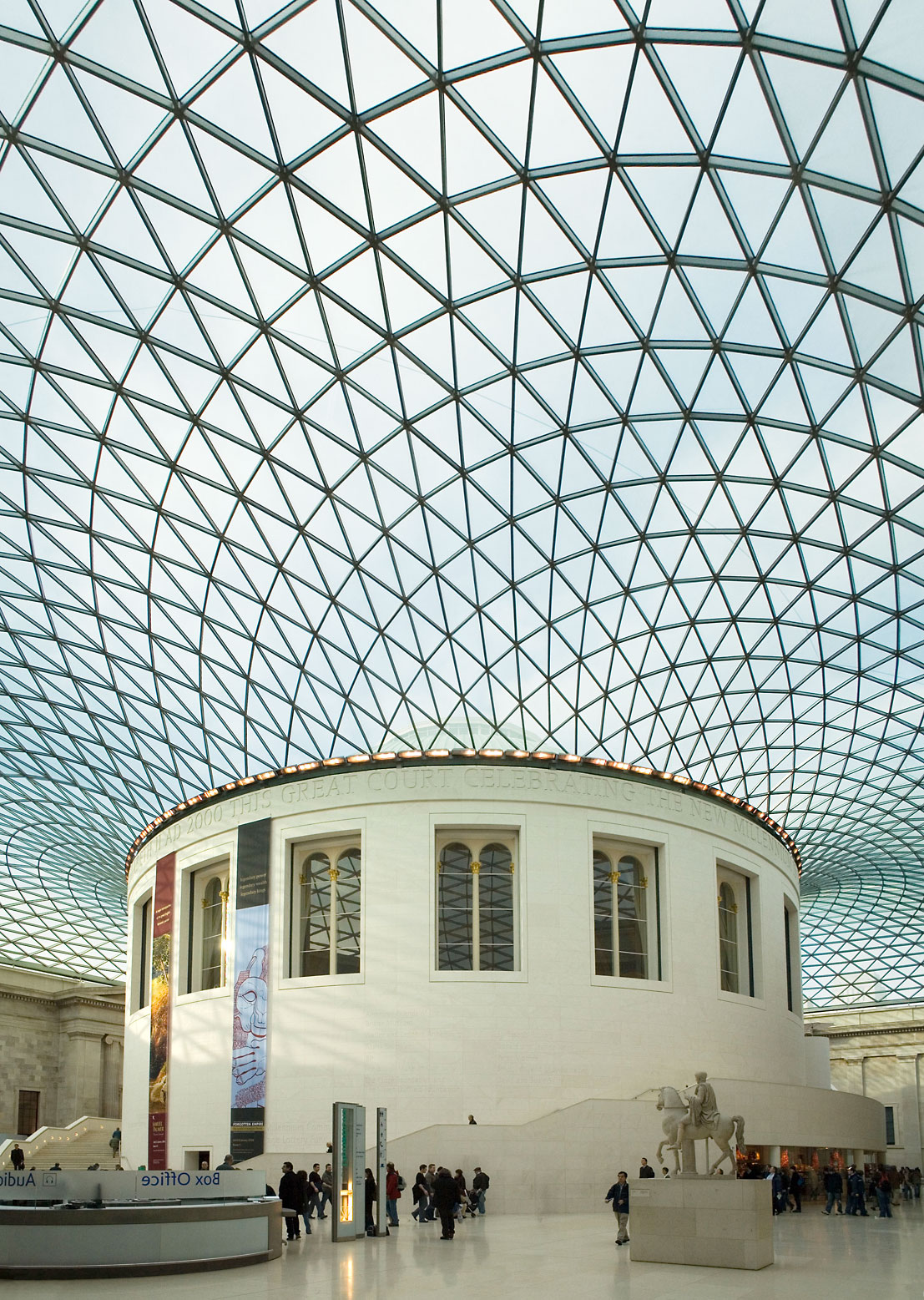
大英博物館伊莉莎白二世大中庭的棋盤花紋天頂。
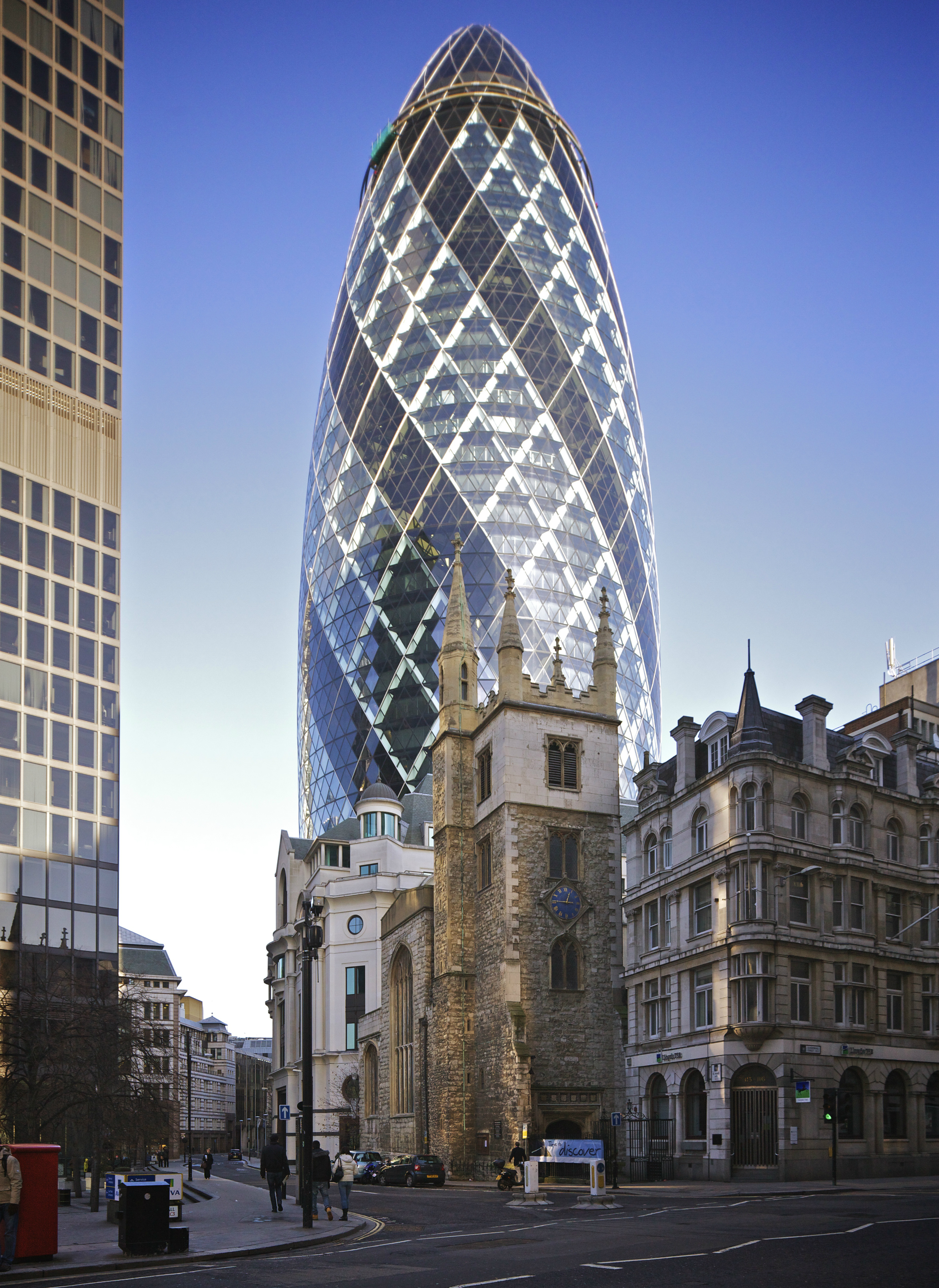
聖瑪莉艾克斯30號大樓
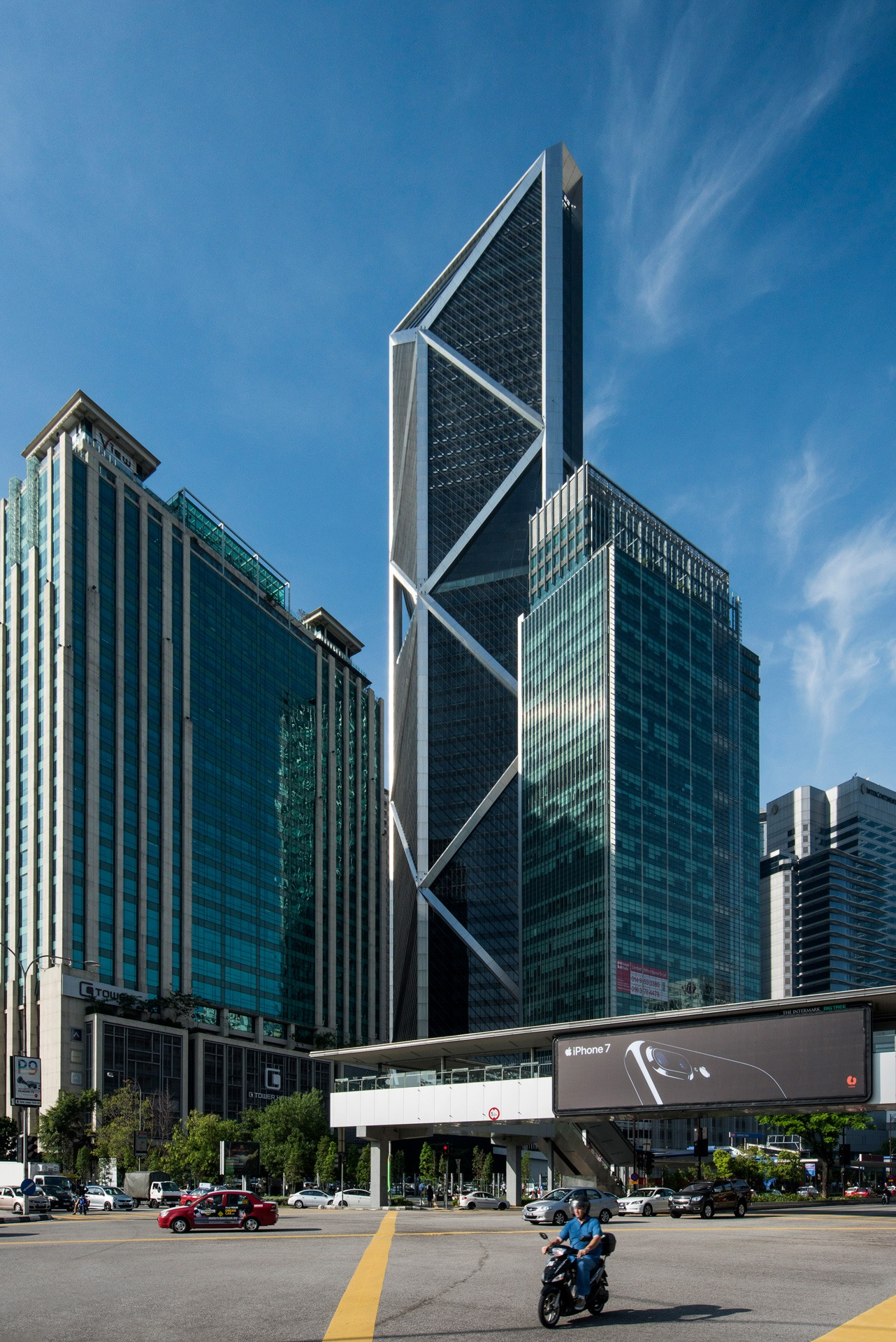
灵感大厦
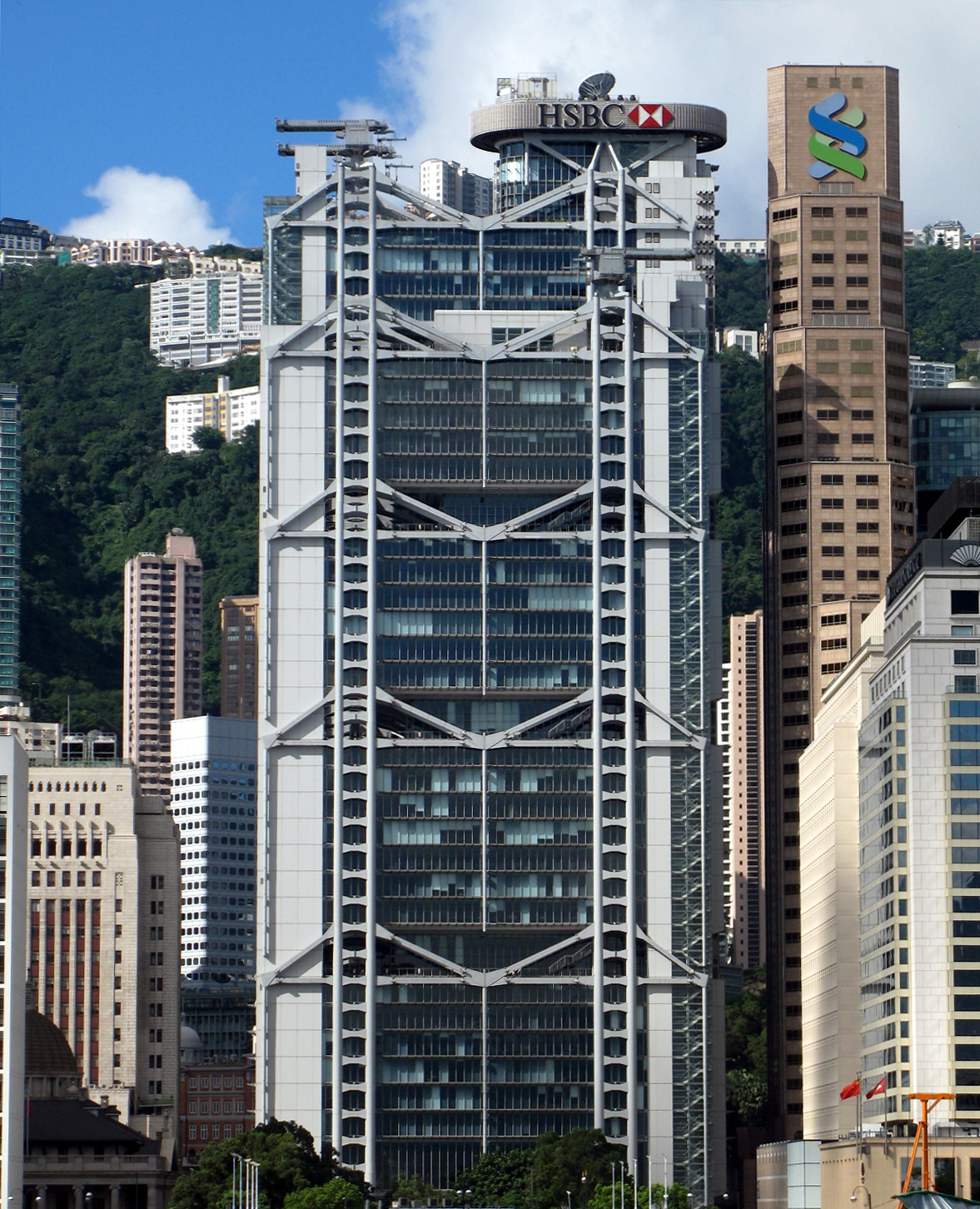
汇丰总行大厦
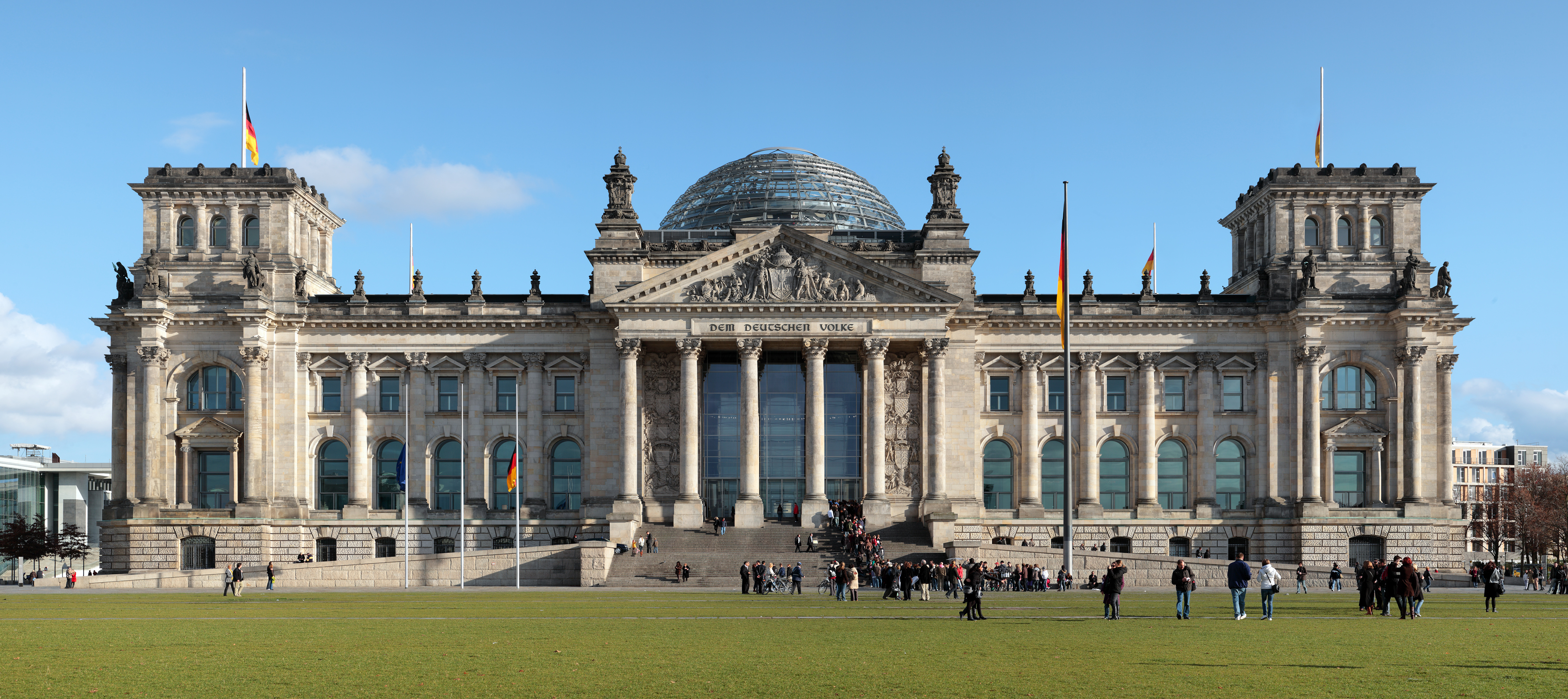
部分重建的德國國會大廈
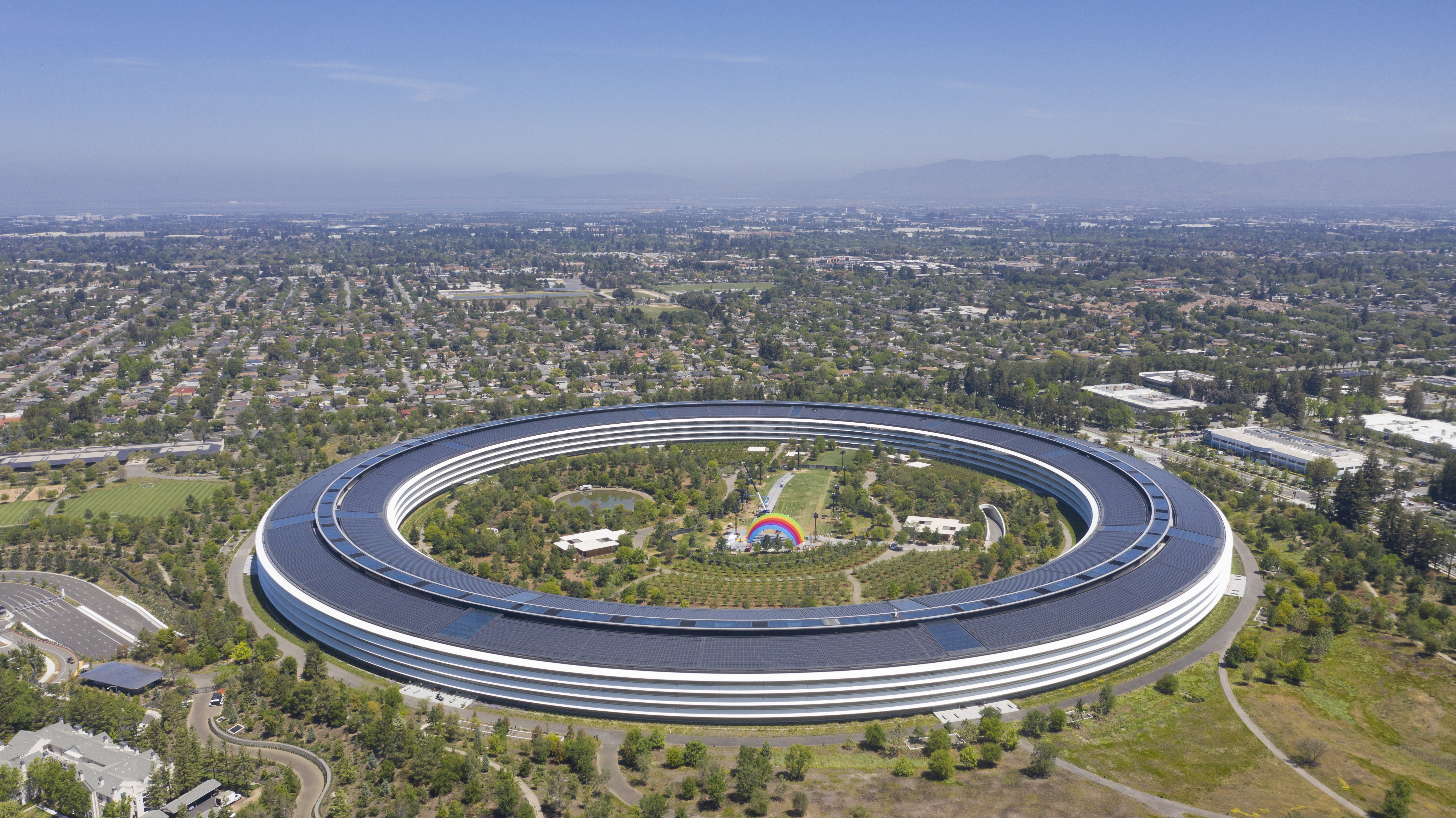
苹果园区

## 外部連結
- ArchINFORM數據庫中福斯特建築事務所的數據
- Antoinette Nassopoulos, Foster + Partners 'Virgin Red Hot Design' talk(Video)